# Grands Prix automobiles de la saison 1934
1933 1935
La saison de Grands Prix automobiles 1934 a été organisée par l'Association Internationale des Automobile Clubs Reconnus (AIACR). La saison comportait cinq Grandes Épreuves : les Grands Prix de Monaco, ACF, Allemagne, Belgique, Italie et Espagne. mais le titre de championnat d'Europe des pilotes ne fut pas décerné.

## Grands Prix de la saison

### Grandes Épreuves
| Grand Prix             | Circuit           | Date         | Pilote vainqueur                | Constructeur vainqueur | Résultats |
| ---------------------- | ----------------- | ------------ | ------------------------------- | ---------------------- | --------- |
| Grand Prix de Monaco   | Monaco            | 2 avril      | Guy Moll                        | Alfa Romeo             | Résultats |
| Grand Prix de l'ACF    | Montlhéry         | 1er juillet  | Louis Chiron                    | Alfa Romeo             | Résultats |
| Grand Prix d'Allemagne | Nürburgring       | 15 juillet   | Hans Stuck                      | Auto Union             | Résultats |
| Grand Prix de Belgique | Spa-Francorchamps | 29 juillet   | René Dreyfus                    | Bugatti                | Résultats |
| Grand Prix d'Italie    | Monza             | 9 septembre  | Rudolf Caracciola Luigi Fagioli | Mercedes-Benz          | Résultats |
| Grand Prix d'Espagne   | Lasarte           | 23 septembre | Luigi Fagioli                   | Mercedes-Benz          | Résultats |

### Autres Grands Prix
| Grand Prix                    | Circuit            | Date         | Pilote vainqueur        | Constructeur vainqueur | Résultats |
| ----------------------------- | ------------------ | ------------ | ----------------------- | ---------------------- | --------- |
| Vallentunaloppet              | Vallentunasjön     | 18 février   | Paul Pietsch            | Alfa Romeo             | Résultats |
| Grand Prix de Norvège         | Mjøsa, Lillehammer | 25 février   | Per Victor Widengren    | Alfa Romeo             | Résultats |
| Grand Prix d'Australie        | Phillip Island     | 19 mars      | Bob Lea-Wright          | Singer                 | Résultats |
| Grand Prix d'Alexandrie       | Alexandrie         | 22 avril     | Achille Varzi           | Alfa Romeo             | Résultats |
| Grand Prix de Tripoli         | Mellaha            | 6 mai        | Achille Varzi           | Alfa Romeo             | Résultats |
| Grand Prix de Finlande        | Eläintarharata     | 13 mai       | Eugen Bjørnstad         | Alfa Romeo             | Résultats |
| Grand Prix de Casablanca      | Anfa               | 20 mai       | Louis Chiron            | Alfa Romeo             | Résultats |
| Targa Florio                  | Madonies           | 20 mai       | Achille Varzi           | Alfa Romeo             | Résultats |
| Grand Prix des Frontières     | Chimay             | 20 mai       | Willy Longueville       | Bugatti                | Résultats |
| Grand Prix de l'AVUS          | Avus               | 27 mai       | Guy Moll                | Alfa Romeo             | Résultats |
| Grand Prix de Picardie        | Péronne            | 27 mai       | Benoit Falchetto        | Maserati               | Résultats |
| Mannin Moar                   | Douglas            | 2 juin       | Brian Lewis             | Alfa Romeo             | Résultats |
| Grand Prix de l'Eifel         | Nürburgring        | 3 juin       | Manfred von Brauchitsch | Mercedes-Benz          | Résultats |
| Grand Prix de Montreux        | Montreux           | 3 juin       | Carlo Felice Trossi     | Alfa Romeo             | Résultats |
| Grand Prix de Penya-Rhin      | Montjuïc           | 17 juin      | Achille Varzi           | Alfa Romeo             | Résultats |
| Grand Prix de la Marne        | Reims-Gueux        | 8 juillet    | Louis Chiron            | Alfa Romeo             | Résultats |
| Grand Prix de Vichy           | Vichy              | 15 juillet   | Carlo Felice Trossi     | Alfa Romeo             | Résultats |
| Coppa Ciano                   | Montenero          | 22 juillet   | Achille Varzi           | Alfa Romeo             | Résultats |
| Grand Prix d'Albi             | Albi               | 22 juillet   | Rupert Featherstonhaugh | Maserati               | Résultats |
| Grand Prix de Dieppe          | Dieppe             | 22 juillet   | Philippe Étancelin      | Maserati               | Résultats |
| Coppa Acerbo                  | Pescara            | 15 août      | Luigi Fagioli           | Mercedes-Benz          | Résultats |
| Grand Prix de Nice            | Nice               | 19 août      | Achille Varzi           | Alfa Romeo             | Résultats |
| Grand Prix du Comminges       | Comminges          | 26 août      | Gianfranco Comotti      | Alfa Romeo             | Résultats |
| Prix de Berne                 | Bremgarten         | 26 août      | Richard Seaman          | MG                     | Résultats |
| Grand Prix de Suisse          | Bremgarten         | 26 août      | Hans Stuck              | Auto Union             | Résultats |
| Circuito di Biella            | Biella             | 2 septembre  | Carlo Felice Trossi     | Alfa Romeo             | Résultats |
| Grand Prix de l'UMF           | Linas-Montlhéry    | 9 septembre  | Benoit Falchetto        | Maserati               | Résultats |
| Grand Prix de Masaryk         | Masaryk            | 30 septembre | Giuseppe Farina         | Maserati               | Résultats |
| Grand Prix de Tchécoslovaquie | Masaryk            | 30 septembre | Hans Stuck              | Auto Union             | Résultats |
| Grand Prix de Rio de Janeiro  | Gávea              | 3 octobre    | Irineu Correa           | Ford                   | Résultats |
| Donington Park Trophy         | Donington Park     | 6 octobre    | Whitney Straight        | Maserati               | Résultats |
| Mountain Championship         | Brooklands         | 13 octobre   | Whitney Straight        | Maserati               | Résultats |
| Grand Prix de Modène          | Modène             | 14 octobre   | Tazio Nuvolari          | Maserati               | Résultats |
| Grand Prix de Naples          | Posillipo          | 21 octobre   | Tazio Nuvolari          | Maserati               | Résultats |
| Grand Prix du Centenaire      | Phillip Island     | 24 octobre   | Mick Smith              | Ford                   | Résultats |
| Grand Prix d'Algérie          | Alger              | 28 octobre   | Jean-Pierre Wimille     | Bugatti                | Résultats |
| Grand Prix d'Afrique du Sud   | East London        | 27 décembre  | Whitney Straight        | Maserati               | Résultats |

- N.B : en italique, les courses de voiturette

## Grands Prix nord-américains
Les courses se déroulant aux États-Unis sont regroupées au sein du Championnat américain. Au total quatre courses se déroulent cette année-là.
Bill Cummings remporte le championnat.